# Ihr Menschen, rühmet Gottes Liebe, BWV 167
Ihr Menschen, rühmet Gottes Liebe, BWV 167 (Homes, exalceu l'amor a Déu), és una cantata religiosa de Johann Sebastian Bach per al dia de Sant Joan, estrenada a Leipzig el 24 de juny de 1723.

## Origen i context
El llibret, d'autor desconegut, es basa en l'evangeli del dia Lluc (1, 57-80) que narra el naixement i circumcisió de Joan Baptista, en què el seu pare Zacaries exposa el càntic conegut com a Benedictus, del que la cantata en conté cites literals. Per a aquesta festivitat de Sant Joan, una de les poques festes que s'interpretava una cantata a Leipzig, es conserven dues altres cantates la BWV 7 i la BWV 30.

## Anàlisi
Obra escrita per a soprano, contralt, tenor, baix i cor; clarino, oboè, oboe da caccia, corda i baix continu. Consta de cinc números.
1. Ària (tenor): Ihr Menschen, rühmet Gottes Liebe (Homes, exalceu l'amor a Déu)
2. Recitatiu (contralt): Gelobet sei der Herr Gott Israel (Lloat sigui el Senyor, Déu d'Israel)
3. Ària (duet de soprano i contralt): Gottes Wort, das trüget nicht (La paraula de Déu jamai decep)
4. Recitatiu (baix): Des Weibes Samen kam  (La dona lliurà el seu fruit)
5. Coral: Sei Lob und Preis mit Ehren (Sigui lloat, alabat i glorificat)

La corda i el continu inicien la cantata – una ària de tenor d'estil pastoral– amb una música mot melòdica, tranquil·la i amb una joia continguda. El segon número és un recitatiu de contralt que comença secco i acaba arioso sobre el text de Zacaries. El número 3 és una ària en forma de duet de soprano i contralt amb la participació destacada de l'oboè da caccia. El baix declama el recitatiu número 4, i acaba exhortant a cantar un himne d'agraïment a Déu, moment en què entra el coral, format per la cinquena estrofa de l'himne Nun lob, mein Seel, den Herren de Johann Gramann (1548); en la melodia d'aquest coral hi participa un clarino que no designa cap instrument concret, sinó més aviat una funció que pot fer un instrument de metall, generalment una trompeta. Té una durada aproximada d'uns divuit minuts.

## Discografia seleccionada
- J.S. Bach: Das Kantatenwerk. Sacred Cantatas Vol. 9. Nikolaus Harnoncourt, Concentus Musicus Wien, Tölzer Knabenchor (Gerard Schmidt-Gaden, director), Helmut Witek, Panito Iconomou (solistes del cor), Kurt Equiluz, Robert Holl. (Teldec), 1994.
- J.S. Bach: The complete live recordings from the Bach Cantata Pilgrimage. CD 26: St Giles' Cripplegate, Londres; 23 i 24 de juny de 2000. John Eliot Gardiner, Monteverdi Choir, English Baroque Soloists, Joanne Lunn, Wilke te Brmmelstroete, Paul Agnew, Dietrich Henschel. (Soli Deo Gloria), 2013.
- J.S. Bach: Complete Cantatas Vol. 8. Ton Koopman, Amsterdam Baroque Orchestra & Choir, Dorothea Röschmann, Bogna Bartosz, Jörg Dürmüller, Klaus Mertens. (Challenge Classics), 2005.
- J.S. Bach: Cantatas Vol. 9. Masaaki Suzuki, Bach Collegium Japan, Midori Suzuki, Robin Blaze, Gerd Turk, Chiyuki Urano. (BIS), 1998.
- J.S. Bach: Church Cantatas Vol. 50. Helmuth Rilling, Gächinger Kantorei, Bach-Collegium Stuttgart, Kathrin Graf, Herlun Gardow, Adalbert Kraus, Niklaus Tüller. (Hänssler), 1999.